# Mharessa
Mharessa Fernanda Oliveira (Itabirinha, 19 de abril de 2002), é uma atriz, cantora e dubladora brasileira. Ficou conhecida por ser a dublê das personagens de Larissa Manoela na telenovela Cúmplices de um Resgate. Após isso, protagonizou a série Todas as Garotas em Mim, e interpretou as personagens Ana e Aionã na telenovela Reis, ambos na RecordTV, além de filmes para as plataformas Netflix e Prime Video.

## Carreira
Iniciou sua carreira como modelo, desfilando em diversas cidades para lojas e marcas locais. Foi a 1ª princesa dos concursos Miss Limeira e Miss São Paulo. Aos 6 anos de idade, passou a fazer ballet e street hip hop. Sua estreia na televisão foi em 2013, onde fez uma participação especial como a misteriosa Lola na telenovela Carrossel, do SBT.
Em 2015, também no SBT, atuou como a dublê de Larissa Manoela em Cúmplices de um Resgate.
Em 2019, a artista estreiou como dubladora na animação da Dream Works Abominável, onde dublou Yi, uma garota que se torna amiga de um iéti.
Em 2020 estrelou o filme A Garota Invisível ao lado de Sophia Valverde e Matheus Ueta onde deu vida a antagonista do longa-metragem Diana, uma youtuber que é capaz de fazer de tudo para reconquistar o ex-namorado Khaleb.
Em 2022, ganhou a sua primeira protagonista, Mirela, uma digital influencer que vive dilemas parecidos com as garotas da Bíblia, em Todas as Garotas em Mim, da RecordTV. Ainda neste ano, voltou a interpretar Diana na sequência de A Garota Invisível desta vez sob o título Hora de Brilhar, indo ao ar exclusivamente no Disney+ e entrou para o elenco da 4ª temporada da novela Reis como Ainoã, sendo a sua segunda protagonista em uma novela e em uma produção da RecordTV.
Em 2023, integrou o elenco de Um Ano Inesquecível: Outono, como a estudante de direito Babi, fazendo parte da franquia de filmes Um Ano Inesquecível do Prime Video. Também estrelou seu primeiro filme como protagonista, o drama romântico No Ritmo da Fé dando vida a musicista Camila que tem sua vida transformada após ser convidada para  participar de uma banda cristã. O filme foi lançado na Netflix e em sua primeira semana, já se encontrava o ranking das 10 produções mais consumidas da plataforma na semana.
Em 2024, Mharessa retornou à Record TV para integrar o elenco das 11ª e 12ª temporadas da novela Reis, interpretando Ana, Rainha de Judá e esposa do Rei Abias, sucessor de Roboão. No ano seguinte, foi escalada para a primeira fase da telesérie A Vida de Jó, onde deu vida à apaixonada e ambiciosa Sera. Na fase principal da trama, a personagem passou a ser interpretada por Camila Rodrigues. Ainda em 2025, Mharessa foi confirmada na terceira temporada da série Todas as Garotas em Mim, renovada pela emissora. Na produção, ela continua como Mirella, a protagonista da história, papel que consolidou sua presença nas tramas da emissora.

## Filmografia

### Televisão
| Ano       | Título                  | Papel                                     | Notas                      |
| --------- | ----------------------- | ----------------------------------------- | -------------------------- |
| 2013      | Carrossel               | Lola                                      | Episódios: "18–20 de maio" |
| 2015–2016 | Cúmplices de um Resgate | Fabiana Duarte/Dublê de Manuela e Isabela |                            |
| 2022      | Todas as Garotas em Mim | Mirela Sampaio                            |                            |
| 2022      | Reis                    | Ainoã (jovem)                             |                            |
| 2024-25   | Reis                    | Ana                                       |                            |
| 2025      | A Vida de Jó            | Sera (jovem)                              |                            |

### Cinema
| Ano  | Título                      | Papel   | Notas  |
| ---- | --------------------------- | ------- | ------ |
| 2020 | A Garota Invisível          | Diana   | [ 17 ] |
| 2022 | Hora de Brilhar             | Diana   | [ 18 ] |
| 2023 | Um Ano Inesquecível: Outono | Bárbara | [ 19 ] |
| 2023 | No Ritmo da Fé              | Camila  | [ 20 ] |

### Dublagem
| Ano  | Título     | Papel | Notas  |
| ---- | ---------- | ----- | ------ |
| 2019 | Abominável | Yi    | [ 21 ] |

## Livros
| Ano  | Título     | Editora            | Ref. |
| ---- | ---------- | ------------------ | ---- |
| 2023 | Identidade | Ases da Literatura |      |

## Discografia
- Tem Gente Assim (2017)
- Pontos no Papel (2018)
- Minha Fé (2019)
- Te Ver é Poesia (2019)
- Parte de Você (2019)
- Amor para Cuidar (2021)
- Todas as Garotas em Mim (2022)